# Principio di non contraddizione
Nella logica classica, il principio di non-contraddizione afferma la falsità di ogni proposizione implicante che una certa proposizione A e la sua negazione, cioè la proposizione non-A, siano entrambe vere allo stesso tempo e nello stesso modo. Secondo le parole di Aristotele:
(Aristotele)
Più semplicemente, la proposizione "A e anche non-A" è falsa.  In simboli, ciò è espresso come segue:
{\displaystyle \neg (A\wedge \neg A).\,}
Dimostrazione:
| {\displaystyle A} | {\displaystyle \neg A} | {\displaystyle A\land (\neg A)} | {\displaystyle \neg (A\land (\neg A))} |
| ----------------- | ---------------------- | ------------------------------- | -------------------------------------- |
| V                 | F                      | F                               | V                                      |
| F                 | V                      | F                               | V                                      |

Si tratta quindi di una tautologia (sempre vera, a prescindere dal valore di verità della variabile), o in altri termini di una legge logica universale.

## Il principio di non contraddizione è fondamentale
Fin dal Medioevo è noto un interessante risultato della Logica: in un sistema di logica dicotomica in cui sia vera una affermazione e anche la sua negazione, è vera qualsiasi affermazione. Tale assunzione è solitamente citata nella letteratura latina come ex falso sequitur quodlibet, e come principio di esplosione nella logica moderna.

### Conclusioni
Un sistema logico dove siano valide le comuni regole di inferenza e dove sia anche presente una contraddizione, ossia sia VERA (completamente vera) una affermazione e anche la sua negazione, è privo di logica, di struttura e di informazione, poiché tutte le affermazioni sono vere (comprese le loro negazioni). E quindi non può essere interessante poiché non comunica informazione.
Questo risultato è anche noto come principio di esplosione.
La banalizzazione di un sistema in cui sia presente la contraddizione può essere evitata solo a patto di indebolire il sistema stesso, scartando regole di inferenza o assiomi. Questo avviene nelle cosiddette logiche paraconsistenti.

## Logiche a più valori
Sebbene in una logica polivalente (avendo opportunamente definito gli operatori AND e NEG) si possa avere che la forma classica del principio di non contraddizione cessi di valere, ossia in termini di grado di verità:
{\displaystyle v(A\wedge \neg A)>0.\,}
per qualche proposizione (che è impossibile in logica classica a causa del principio di bivalenza), è in ogni modo utile rilevare che un'altra forma del principio di non contraddizione continua a funzionare nelle logiche a più valori (come la citata logica fuzzy) nella forma seguente:
una affermazione e la sua negazione non possono essere ambedue simultaneamente completamente vere,
che si traduce nella diseguaglianza in termini di grado di verità:
{\displaystyle v(A\wedge \neg A)<1.\,}
Ad esempio, nella logica fuzzy si ha
{\displaystyle \mu (\neg A)\wedge \mu (A)=min(\mu (A),1-\mu (A))}
cioè l'AND logico è rappresentato dal minimo dei due valori, sapendo che 
{\displaystyle \mu (\neg A)=1-\mu (A)}.
Da ciò appare evidente che il risultato non potrà mai essere maggiore di 1/2.
Ben si comprende che nel caso esistano solo due valori di verità, come nella logica aristotelica, si ottiene l'enunciato sopra esposto. In questo senso si può sostenere che il principio di non-contraddizione continua a valere in logica polivalente.

### Logiche polivalenti di Gödel e prodotto
Nella logica polivalente di Gödel e nella logica polivalente prodotto, la negazione di una proposizione si definisce nella maniera seguente:
{\displaystyle v(\neg A)=0.\,} se {\displaystyle v(A)>0.\,} ,
{\displaystyle v(\neg A)=1.\,} se {\displaystyle v(A)=0.\,}.
Si noti che in generale:
{\displaystyle V(A)+V(\neg A)\leq 1}
Si trova dunque un interessante risultato:
{\displaystyle v(A\wedge \neg A)=0.\,}
e quindi in tali logiche polivalenti è addirittura valida la forma standard del principio di non-contraddizione. Questo sta a confermare il fatto che in generale la polivalenza non implica la negazione in alcuna forma del principio di non contraddizione.

### Logica di Jan Łukasiewicz a infiniti valori di verità
Sotto opportune condizioni, quali quelle che vigono nella logica di Łukasiewicz a infiniti valori di verità (logica fuzzy), si ha che il principio di non contraddizione diviene per qualsivoglia asserzione {\displaystyle A}:
{\displaystyle V(A)+V(\neg A)=1}
Questa di fatto è la definizione della negazione nella logica fuzzy di Łukasiewicz e di Zadeh. È interessante rilevare che l'equazione logica:
{\displaystyle V(A)=V(\neg A)=1-V(A),}
che è priva di soluzioni nell'insieme degli interi (in particolare, nel sottoinsieme degli interi {0,1}), ammette invece la soluzione frazionaria: {\displaystyle v=1/2} nel campo dei numeri reali (in particolare, nel sottoinsieme individuato dall'intervallo chiuso [0,1]) e ciò segue precisamente dal principio di non-contraddizione. Il punto fondamentale rimane comunque che in un sistema fuzzy quale quello di Łukasiewicz o di Zadeh, è impossibile dimostrare (VERE) sia un'affermazione sia la propria negazione (che implicherebbe: {\displaystyle V(A)+V(\neg A)=2}). Dunque possiamo concludere che le logiche di Łukasiewicz e di Zadeh, non sono paraconsistenti e in tal senso non violano il principio di non contraddizione.

## Logica quantistica
La meccanica quantistica, scoprendo che un quanto può essere allo stesso tempo due rappresentazioni opposte di una stessa realtà (particella e onda) si discosta dalla logica aristotelica avvicinandosi a una concezione "eraclitea" in cui tutto il divenire può essere e non essere contemporaneamente.
Nella logica quantistica, a livello più tecnico, non sono più valide diverse forme di bivalenza, su tutte quella espressa come V(a) or V(~a), che si può leggere come "è vero a o è vero non a". Rimane comunque valido il classico principio del tertium non datur a livello sintattico, ovvero V(a or ~a), "è vero che sia il caso che 'a o non a'", ma la logica non mantiene più solo due valori di verità (vero e falso). Infatti accetta anche la possibilità che qualcosa non sia né vera né falsa (indeterminata), sebbene la loro unione possa essere invece ancora vera. Il principio di non contraddizione infine è completamente rispettato nella forma che non esiste proposizione a per cui V(a&~a), ma può darsi il caso che V(a)&V(~a), ovvero non può essere "è vero 'a e non a'", ma è possibile che "a è vero e non a è vero". 

## Interpretazioni
Una difficoltà nell'applicazione della legge di non contraddizione è l'ambiguità nelle proposizioni.  Per esempio, se non è esplicitamente specificato come parte delle proposizioni A e B, allora A può essere B in un momento, e non in un altro. A e B possono in alcuni casi essere fatti suonare linguisticamente mutualmente esclusivi anche se A può essere in parte B e in parte non B allo stesso tempo. Tuttavia, è impossibile predicare della stessa cosa, nello stesso tempo e nello stesso senso, l'assenza e la presenza della stessa qualità fissa.

### Eraclito
Secondo Platone e Aristotele  Si diceva che Eraclito avesse negato la legge di non contraddizione. Questo è abbastanza probabile  se, come ha sottolineato Platone, la legge di non contraddizione non vale per cambiare le cose nel mondo. Se una filosofia del divenire non è possibile senza cambiamento, allora (il potenziale di) ciò che deve diventare deve già esistere nell'oggetto presente. In " Entriamo e non entriamo negli stessi fiumi; siamo e non siamo ", sia l'oggetto di Eraclito che quello di Platone devono simultaneamente, in un certo senso, essere quello che è ora e avere il potenziale (dinamico) di ciò che potrebbe diventare. 
Purtroppo, degli aforismi di Eraclito rimane così poco che non si può dire molto della sua filosofia con certezza. Sembra aver sostenuto che la lotta degli opposti è universale sia all'interno che all'esterno, quindi entrambi gli esistenti o le qualità opposte devono esistere contemporaneamente, sebbene in alcuni casi sotto diversi aspetti. "La strada su e giù sono la stessa cosa" implica o la strada conduce in entrambe le direzioni, o non può esserci alcuna strada. Questo è il complemento logico della legge di non contraddizione. Secondo Eraclito , il cambiamento e il costante conflitto degli opposti è il logos universale della natura.

### Protagora
Le percezioni o i giudizi soggettivi personali possono solo dirsi vere allo stesso tempo nello stesso rispetto, nel qual caso la legge di non contraddizione deve essere applicabile ai giudizi personali. Il detto più famoso di Protagora è: " L'uomo è la misura di tutte le cose: delle cose che sono, che sono, e delle cose che non sono, che non sono ".  Tuttavia, Protagora si riferiva a cose che sono usate o in qualche modo legate agli esseri umani. Questo fa una grande differenza nel significato del suo aforisma. Proprietà, entità sociali, idee, sentimenti, giudizi, ecc. hanno origine nella mente umana. Tuttavia, Protagora non ha mai suggerito che l'uomo debba essere la misura delle stelle o il movimento delle stelle.

### Parmenide
Parmenide ha impiegato una versione ontologica della legge di non contraddizione per dimostrare che l'essere è e per negare il vuoto, il cambiamento e il movimento. Allo stesso modo ha anche smentito le proposizioni contrarie. Nel suo poema Sulla natura, ha dettoː

Ecco che ora ti dico, e tu fa' tesoro del detto,

quelle che sono le sole due vie di ricerca pensabili:

l'una com' «è», e come impossibile sia che «non sia»,

di persuasione è la strada, ché a verità s'accompagna,

l'altra come «non è», come sia necessario «non sia»,

che ti dichiaro sentiero del tutto estraneo al sapere:

mai capiresti ciò che «non è», è cosa impossibile,

né definirlo potresti ... (fr. 2) 
... Lo stesso è capire ed «essere» (fr. 3)

La natura dell'"è" o ciò che è in Parmenide è un argomento molto controverso. Alcuni hanno pensato che fosse tutto ciò che esiste, altri come qualsiasi cosa sia o possa essere oggetto di indagine scientifica.

### Socrate
Nei primi dialoghi di Platone, Socrate usa il metodo elenctico per indagare la natura o la definizione di concetti etici come giustizia o virtù. La confutazione elenctica dipende da una tesi dicotomica, che può essere divisa esattamente in due parti che si escludono a vicenda , di cui solo una può essere vera. Quindi Socrate continua a dimostrare il contrario della parte comunemente accettata usando la legge di non contraddizione. Secondo Gregory Vlastos,  il metodo ha i seguenti passaggi:
1. L'interlocutore di Socrate afferma una tesi, ad esempio, "Il coraggio è resistenza dell'anima", che Socrate considera falsa e bersaglio di confutazione.
2. Socrate assicura l'accordo del suo interlocutore su ulteriori premesse, ad esempio "Il coraggio è una bella cosa" e "La perseveranza ignorante non è una bella cosa".
3. Socrate poi argomenta, e l'interlocutore concorda, che queste ulteriori premesse implicano il contrario della tesi originaria, in questo caso si porta a: "il coraggio non è sopportazione dell'anima".
4. Socrate poi afferma di aver dimostrato che la tesi del suo interlocutore è falsa e che la sua negazione è vera.

### La sintesi di Platone
La versione di Platone della legge di non contraddizione afferma che " la stessa cosa chiaramente non può agire o essere agita nella stessa parte o in relazione alla stessa cosa nello stesso tempo, in modi contrari " (Repubblica (436b) ). In ciò, Platone formula accuratamente tre restrizioni assiomatiche all'azione o alla reazione: 1) nella stessa parte, 2) nella stessa relazione, 3) allo stesso tempo. L'effetto è quello di creare momentaneamente uno stato congelato, senza tempo, un po' come le figure congelate in azione sul fregio del Partenone. 
In questo modo raggiunge due obiettivi essenziali per la sua filosofia. In primo luogo, separa logicamente il mondo platonico del cambiamento costante  dal mondo formalmente conoscibile degli oggetti fisici momentaneamente fissi. In secondo luogo, fornisce le condizioni per il metodo dialettico da utilizzare per trovare definizioni, come ad esempio nel Sofista. Quindi la legge di non contraddizione di Platone è il punto di partenza necessario derivato empiricamente per tutto ciò che ha da dire. 
Al contrario, Aristotele inverte l'ordine di derivazione di Platone. Piuttosto che partire dall'esperienza, Aristotele inizia a priori con la legge di non contraddizione come assioma fondamentale di un sistema filosofico analitico. Questo assioma richiede quindi il modello realista fisso. Ora, inizia con basi logiche molto più forti della non contrarietà dell'azione di Platone in reazione alle richieste contrastanti delle tre parti dell'anima.

### Il contributo di Aristotele
La fonte tradizionale della legge di non contraddizione è la Metafisica di Aristotele in cui ne fornisce tre diverse versioni. 
1. ontologico : "È impossibile che la stessa cosa appartenga e non appartenga alla stessa cosa nello stesso tempo e nello stesso rispetto". (1005b19-20)
2. psicologico : "Nessuno può credere che la stessa cosa possa (allo stesso tempo) essere e non essere". (1005b23-24)
3. logico (alias la Lex Contradictoriarum medievale):  "Il più certo di tutti i principi di base è che le proposizioni contraddittorie non sono vere simultaneamente." (1011b13-14)

Aristotele tenta diverse prove di questa legge. In primo luogo sostiene che ogni espressione ha un unico significato (altrimenti non potremmo comunicare tra loro). Ciò esclude la possibilità che per "essere uomo" si intenda "non essere uomo". Ma "uomo" significa "animale a due zampe" (per esempio), e quindi se c'è qualcosa che è un uomo, è necessario (in virtù del significato di "uomo") che deve essere un animale a due piedi, e quindi allo stesso tempo è impossibile che non sia un animale a due zampe. Così «non è possibile dire contemporaneamente con verità che la stessa cosa è e non è un uomo» ( Metafisica 1006b 35). Un altro argomento è che chi crede a qualcosa non può credere alla sua contraddizione (1008b).
Perché non si alza per prima cosa ed entra in un pozzo o, se ne trova uno, in un dirupo? In effetti, sembra piuttosto attento alle scogliere e ai pozzi.

### Avicenna
Il commento di Avicenna alla Metafisica illustra l'opinione comune che la legge di non contraddizione "e simili sono tra le cose che non richiedono la nostra elaborazione". Le parole di Avicenna per "l'ostinato" sono abbastanza scherzose: "deve essere sottoposto alla conflagrazione del fuoco, poiché 'fuoco' e 'non fuoco' sono una cosa sola. Il dolore gli deve essere inflitto percuotendolo, poiché 'dolore' e 'non dolore' sono uno. E gli devono essere negati cibo e bevande, poiché mangiare e bere e l'astensione da entrambi sono uno [e lo stesso]". 

### Filosofia orientale
La legge di non contraddizione si trova nell'antica logica indiana come meta-regola negli Shrauta Sutra, [ quando? ] la grammatica di Pāṇini, [ quando? ]  ei Brahma Sutra attribuiti a Vyasa. [ quando? ]  Successivamente è stato elaborato da commentatori medievali come Madhvacharya . [ quando? ]

### Leibniz e Kant
Leibniz e Kant usarono entrambi la legge di non contraddizione per definire la differenza tra proposizioni analitiche e sintetiche. Per Leibniz gli enunciati analitici derivano dalla legge di non contraddizione, quelli sintetici dal principio di ragione sufficiente .

### Russell
Il principio è stato affermato come teorema della logica proposizionale da Russell e Whitehead in Principia Mathematica.

### Dialeteismo
Graham Priest sostiene l'idea che in alcune condizioni, alcune affermazioni possono essere sia vere che false contemporaneamente, oppure possono essere vere e false in momenti diversi. Il dialeteismo nasce da paradossi logici formali, come il paradosso del mentitore e il paradosso di Russell.

## Presunta impossibilità della sua prova o smentita
La legge di non contraddizione non sarebbe né verificabile né falsificabile, in quanto qualsiasi prova o smentita deve utilizzare la legge stessa prima di giungere alla conclusione. In altre parole, per verificare o falsificare le leggi della logica si deve ricorrere alla logica come arma, atto che si sostiene autolesionista. In filosofia, Hegel fu il primo a proporre dall'inizio una logica, quella della dialettica, che negava espressamente il principio di non-contraddizione, prevedendo un momento in cui l'oggetto nega se stesso e cade con l'identificarsi col suo contrario (antitesi), in vista di un superiore superamento (la sintesi) in cui la negazione resta come tolta (aufheben). 
A partire dal XX secolo, alcuni logici hanno proposto logiche che negano la validità della legge.
Le logiche note come " paraconsistenti " sono logiche tolleranti all'incoerenza in quanto lì, da P insieme a ¬P, non implica che segua alcuna proposizione. Tuttavia, non tutte le logiche paraconsistenti negano la legge di non contraddizione e alcune di queste logiche addirittura la dimostrano. 
Alcuni, come David Lewis, si sono opposti alla logica paraconsistente sulla base del fatto che è semplicemente impossibile che un'affermazione e la sua negazione siano vere congiuntamente. Un'obiezione correlata è che la "negazione" nella logica paraconsistente non è realmente negazione; è semplicemente un operatore di formazione subcontraria.